# 교향곡 5번 (프로코피예프)
세르게이 프로코피예프는 교향곡 5번을 B 플랫 장조 Op. 100을 소련에서 1944년 여름에 작곡했다.
이 교향곡의 최초 시작은 프로코피예프가 교향곡 4번 C장조의 첫 번째 버전을 쓴 14년전 1930년까지 거슬러 올라간다.
이 교향곡의 작곡은 제2차 세계 대전이 여전히 격렬했던 소련에서 이뤄졌다. 프로코피에프는 초연 당시 언급에서 "자유롭고 행복한 인간, 그의 강력한 힘, 그의 순수하고 고귀한 정신에 대한 찬가"로 의도했다고 밝혔다. 이어 "이 테마를 일부러 선택했다고는 할 수 없다. 그것은 내 안에서 태어났고 표현을 요구했다. 음악은 내 안에서 성숙했다. 내 영혼을 채웠다."라고 밝혔다.
이 작품은 4악장으로 40~45분 동안 진행된다.
1. 안단테 ( B플랫 장조 )
2. 알레그로 마르카토 ( D단조 )
3. 아다지오 ( F장조 )
4. 알레그로 지오코소 ( B 플랫 장조 )

첫 번째 악장은 소나타 형식이다. : 그 전개는 두 주제를 제시한다. 이 악장은 짜릿한 코다, 포효하는 탐탐과 낮은 피아노 트레몰로로 마무된다.
2악장은 프로코피예프의 전형적인 토카타 모드의 스케르초로 3박자의 중심 주제를 구성하고 있다.
세 번째 악장은 향수어린 느린 악장이다.
4악장 피날레는 첼로가 1악장의 첫 번째 주제를 연상시키는 느린 도입부를 연주하는 것으로 시작되며 그 후 론도가 시작된다. 경쾌한("giocoso") 메인 테마는 두 개의 차분한 에피소드와 대조되는데, 즉 하나는 플루트가 연주하고 다른 하나는 현악기로 연주하는 코랄이다. 마지막에는 악장이 승리의 음색으로 끝나려고 애쓰는 것처럼 음악은 예기치 않게 광란에 빠지고(리허설 마크 111) 스타카토, "잘못된 음표"(리허설 마크 113)를 연주하는 현악 4중주로 축소된다. 이어지는 낮은 트럼펫의 예상치 못한 출현은 B플랫 사운드의 마지막 오케스트라 유니즌 총주를 더욱 아이러니하게 만들며 끝난다.